# Kleinlobming
Kleinlobming  är en ort i kommunen Lobmingtal i distriktet Murtal i förbundslandet Steiermark i Österrike. Kleinlobming var tidigare en självständig kommun, men blev den 1 januari 2015 en del av kommunen Großlobming, som senare bytt namn till Lobmingtal. I kommunen ingick även orten Mitterlobming.